# Аливария
ОАО «Пивоваренная компания Аливария» (бел. ААТ «Піваварная кампанія Аліварыя»; до 2018 года — «Пивзавод Оливария») — белорусская пивоваренная компания, открытое акционерное общество.

## История
В 1864 году минской мещанкой Рохлей Фрумкиной на месте нынешнего завода была построена деревянная пивоварня. В 1894 году на этом месте граф Кароль Гуттен-Чапский построил паровой пивоваренный завод «Богемия». В 1896 завод выкупает граф Франц Лекерт, на тот момент уже владевший пивоваренным заводом в Могилёве (открыт в 1864) и Гомеле (открыт в 1886). После смерти Лекерта завод перешёл в собственность его жены, Паулы Юльевны Лекерт, управляли заводами его сыновья: Адам, Николай и Франц (подданные Баварии).
После революции завод национализировали. В 1917 году он получил новое название — «Пивзавод Беларусь».
В 1994 году завод был преобразован в ОАО «Пивзавод Оливария». В октябре 2005 года владельцем 30 % акций стал Европейский банк реконструкции и развития. В конце 2006 года 30 % допэмиссии акций приобрёл Baltic Beverages Holding, доля ЕБРР после этого сократилась до 21 %.
В 2008 международная компания Carlsberg Group выкупила долю Baltic Beverages Holding и стала стратегическим инвестором ОАО «Пивзавод Оливария».
В 2011 Carlsberg Group, в результате ряда сделок, в том числе через публичное предложение о выкупе акций, увеличила свою долю в уставном фонде ОАО «Пивзавод Оливария» до 67,8 %, став владельцем контрольного пакета акций. В 2018 году Carlsberg Group выкупила у Европейского банка реконструкции и развития 10,5 % акций.
С мая 2018 года изменено название на ОАО «Пивоваренная компания Аливария».